# La tunica
La tunica (The Robe) è un film del 1953 diretto da Henry Koster, il primo al mondo girato in CinemaScope.

## Trama

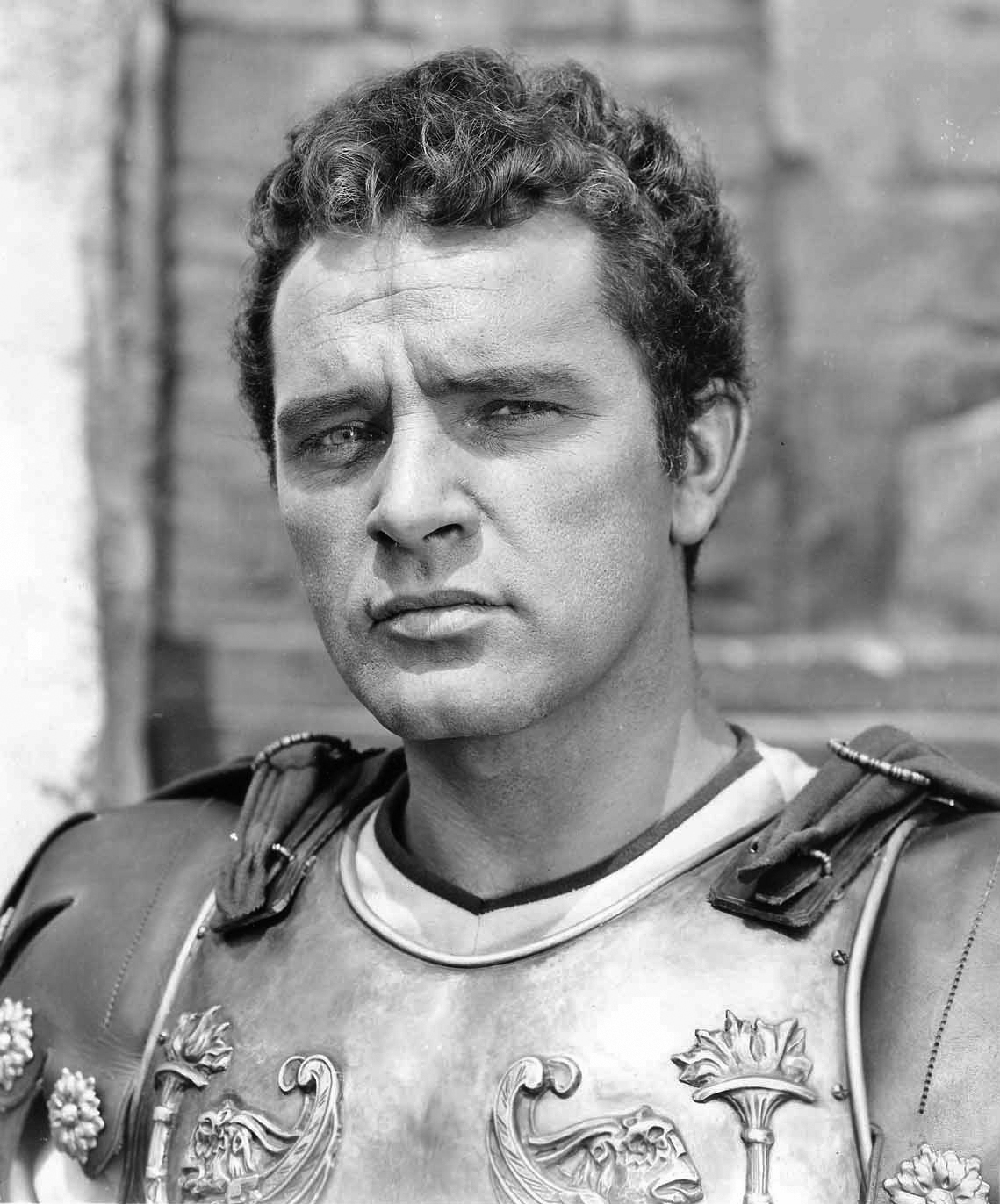
Richard Burton nei panni di Marcello Gallio

Il film è ambientato agli inizi dell'era cristiana.
Il tribuno militare Marcello Gallio è un frivolo e impenitente donnaiolo, famoso in tutta Roma per le sue vicende sessuali e sentimentali, motivo di vero e proprio scandalo nel Foro e di profonda vergogna per il padre, un anziano e illustrissimo senatore che da anni si oppone fieramente al crescente potere imperiale. Durante il mercato degli schiavi, Gallio acquista lo schiavo greco Demetrio, contendendolo a Caligola in uno scontro sempre più acceso e personale. Contemporaneamente incontra Diana, una sua vecchia amica d'infanzia, e se ne innamora.
Dopo il diverbio con Caligola, giovanissimo erede di Tiberio, Marcello viene mandato in punizione a presiedere le truppe di frontiera a Gerusalemme, città schiacciata nel sangue dalla ferocia inaudita del governatore imperiale Ponzio Pilato. Durante il suo soggiorno, il giovane tribuno viene incaricato di eseguire la sentenza di crocifissione a carico di tre pericolosi ribelli, uno dei quali è un certo Gesù di Nazaret, di cui vince la tunica giocandola ai dadi. Lo schiavo greco Demetrio ammonisce il padrone: la veste era di un uomo giusto, e ha il potere di tormentare l'animo di colui che si è macchiato di un delitto così orrendo.
Tornato a Capri, dopo essere stato richiamato da Tiberio, prossimo a morire, Marcello Gallio rincontra Diana e dimostra all'imperatore romano che le parole di Demetrio sono vere, poiché da giorni e da notti continua ad avere incubi e visioni spaventose sul colle dei crocifissi di Gerusalemme e sul falegname ribelle. Tiberio, sebbene scettico su questioni di stregoneria, lo rimanda in Giudea con il compito di trovare la tunica e di distruggerla. Il tribuno ritorna in Oriente, dove si mescola tra la gente del villaggio galileo di Cana spacciandosi per un mercante di tessuti e fa amicizia con san Pietro, finendo, incredibilmente, con il divenirne uno dei primi e più fidati seguaci.
A Capri, frattanto, Tiberio muore in circostanze assai sospette e Caligola viene nominato nuovo Imperatore dal Senato. Le notizie che gli giungono sul conto di Marcello ne scatenano le ire: un romano che abbraccia l'ideale rivoluzionario di un ebreo giustiziato deve morire. Dopo aver predicato in Grecia e in Oriente gli ideali del Messia, Gallio ritorna a Roma per salvare la vita del vecchio amico ed ex schiavo Demetrio (che era stato fatto arrestare da Caligola) e viene raggiunto da Diana che lo incoraggia, ma viene catturato e trascinato davanti all'imperatore, che gli propone di abiurare l'ideale cristiano, in alternativa alla decapitazione.
Ma Marcello preferisce morire che rinnegare la parola dell'amore, poiché con la sua morte gli sembrerà chiaro che Roma, la Roma dei Cesari, è ormai divenuta corrotta, e che esiste un Re superiore ai sovrani dell'Urbe latina. Egli allora si avvia al martirio insieme a Diana che ha deciso di seguirlo fino a morire con lui.

## Cast

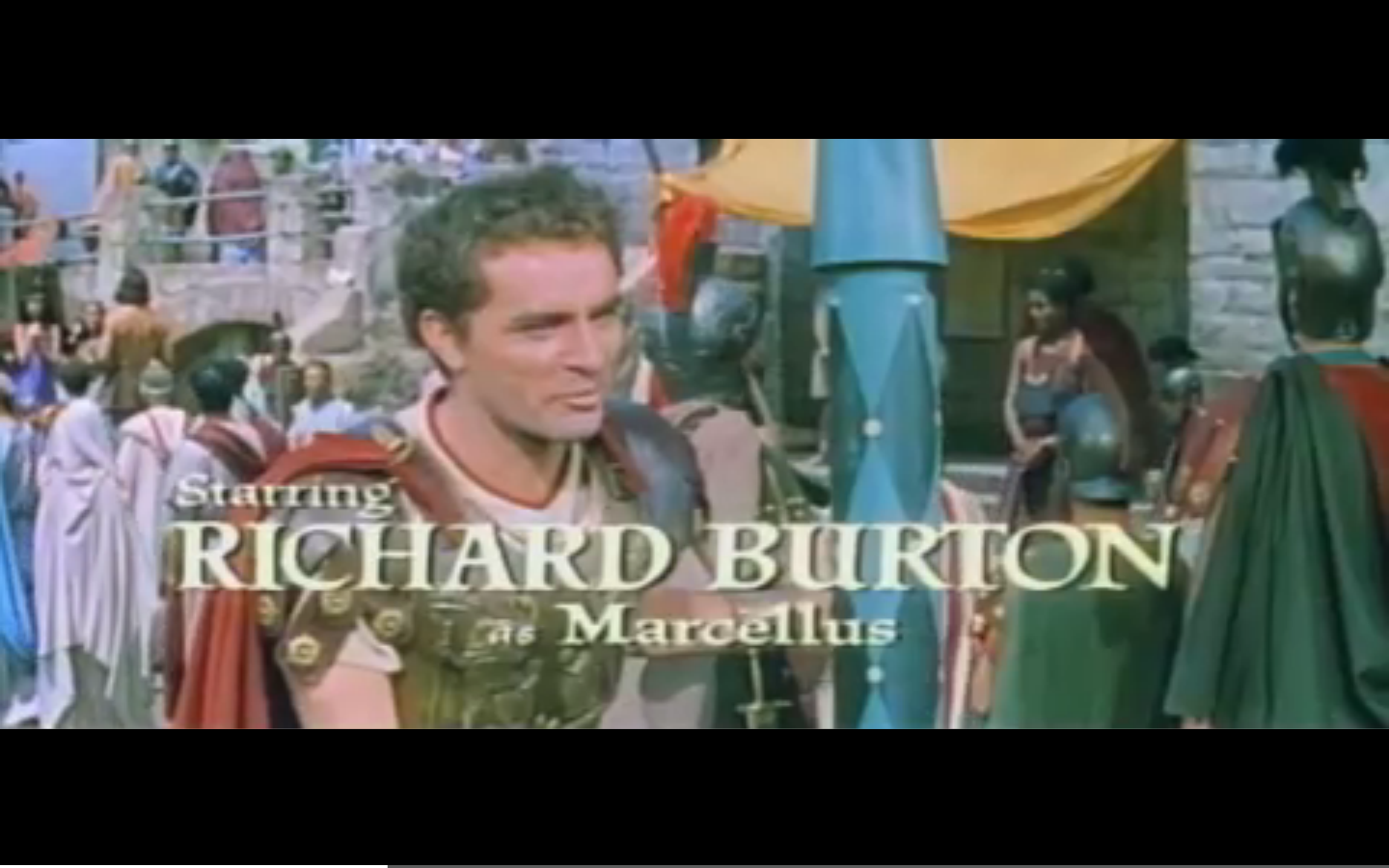
Richard Burton interpreta Marcello Gallio
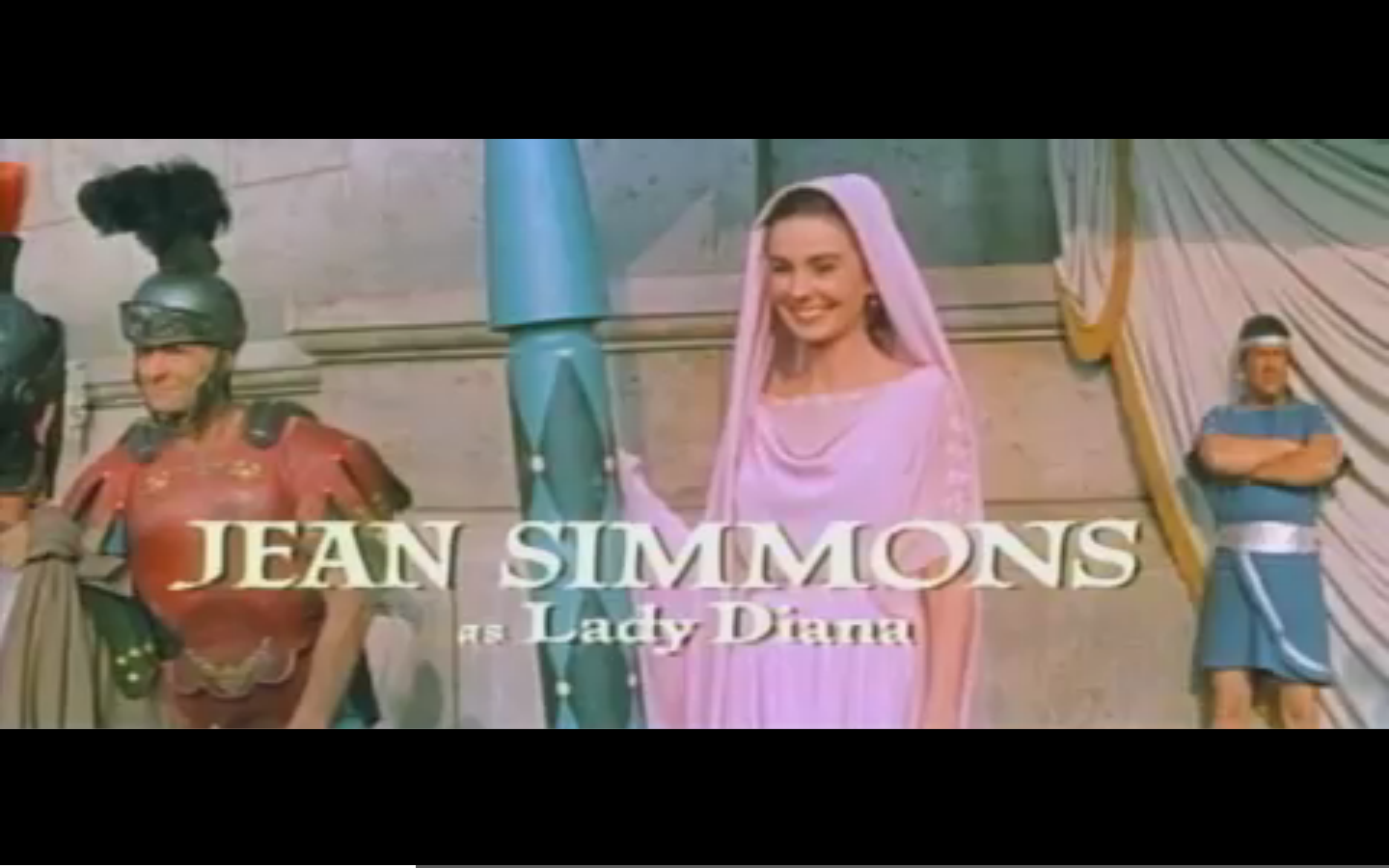
Jean Simmons interpreta Diana
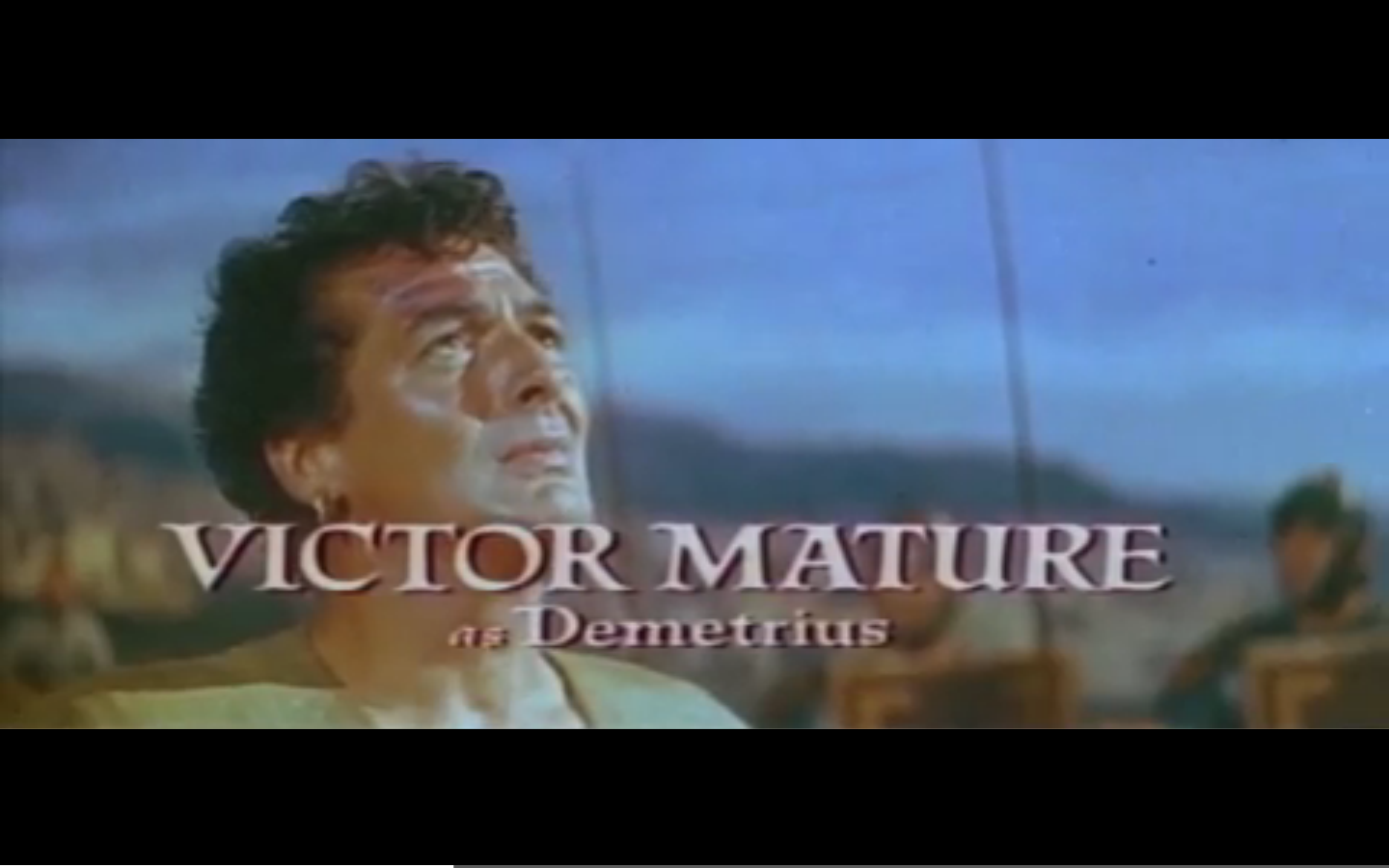
Victor Mature interpreta Demetrio
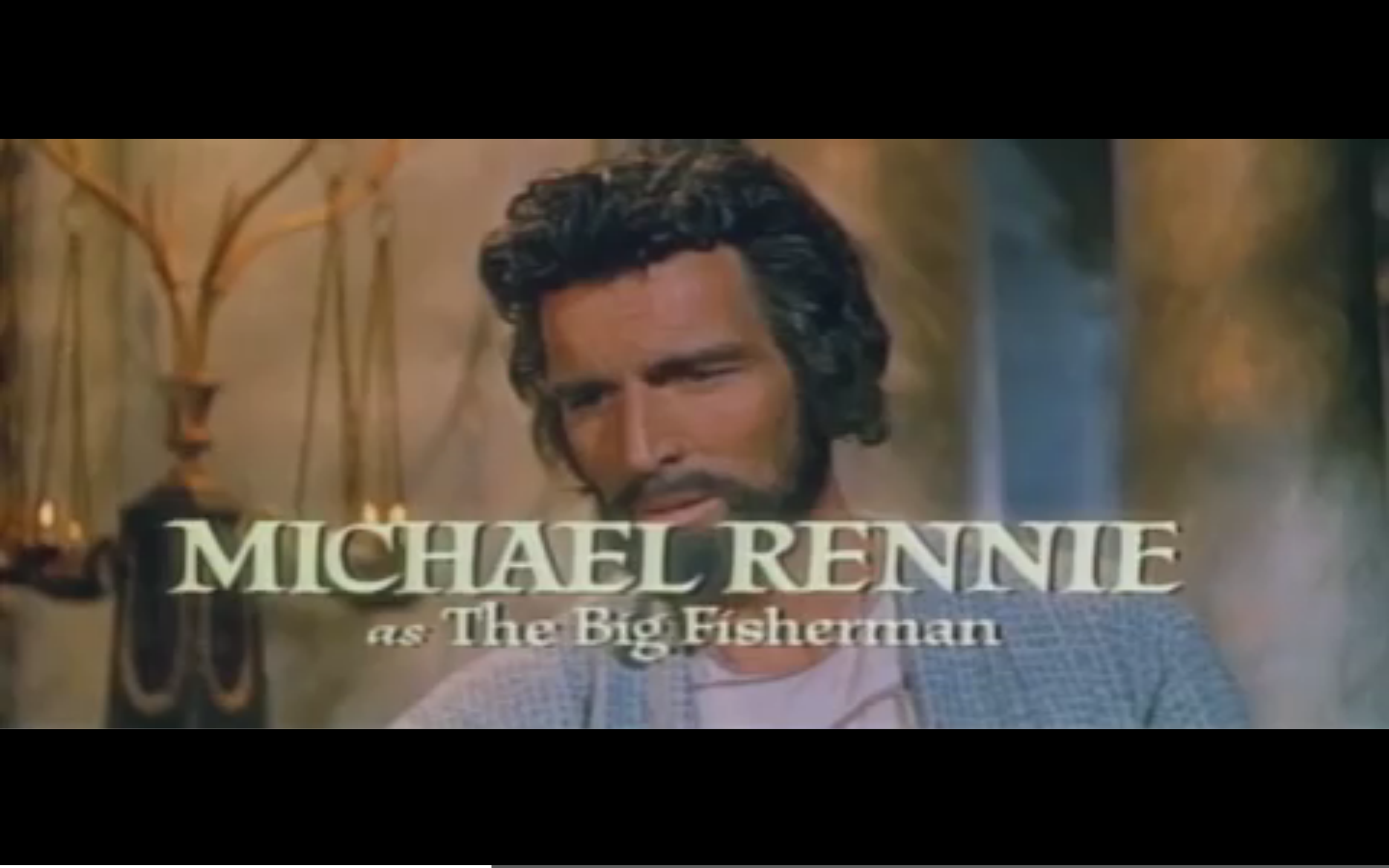
Michael Rennie interpreta Pietro

## Riconoscimenti
- 1954 - Premio Oscar
  - Migliore scenografia a Lyle R. Wheeler, George W. Davis, Walter M. Scott e Paul S. Fox
  - Migliori costumi a Charles Le Maire e Emile Santiago
  - Candidatura al Miglior film a Frank Ross
  - Candidatura al Miglior attore protagonista a Richard Burton
  - Candidatura alla Migliore fotografia a Leon Shamroy
- 1954 - Golden Globe
  - Miglior film drammatico
- 1955 - National Board of Review Award
  - Miglior attrice protagonista a Jean Simmons
  - Migliori dieci film

## Il sequel
Un anno dopo la sua uscita, La tunica ha avuto un sequel, intitolato I gladiatori avente per protagonista Demetrio.